# Palapye Airport
Palapye Airport är en flygplats i Botswana.   Den ligger i distriktet Central, i den östra delen av landet, 260 km nordost om huvudstaden Gaborone. Palapye Airport ligger 925 meter över havet.
Terrängen runt Palapye Airport är platt. Närmaste större samhälle är Palapye, 3,5 km nordväst om Palapye Airport. 
Omgivningarna runt Palapye Airport är huvudsakligen savann. Runt Palapye Airport är det mycket glesbefolkat, med 6 invånare per kvadratkilometer.